# Schmidt Daniel
Schmidt Daniel (シュミット・ダニエル Shumitto Danieru, sinh ngày 3 tháng 2 năm 1992) là một cầu thủ bóng đá người Nhật Bản thi đấu ở vị trí thủ môn cho câu lạc bộ Gent ở Giải bóng đá vô địch quốc gia Bỉ và đội tuyển quốc gia Nhật Bản.

## Sự nghiệp
Sinh ra có bố là người Mỹ và mẹ là người Nhật Bản, Schmidt chuyển đến Sendai lúc 2 tuổi, anh học ở Đại học Chuo trước khi ký hợp đồng với một câu lạc bộ Nhật Bản. Sau 3 mùa giải liên tiếp là Cầu thủ chỉ định đặc biệt của Kawasaki Frontale, anh quyết định bước vào thế giới chuyên nghiệp năm 2013.
Sau đó anh ký hợp đồng với Vegalta Sendai, nhưng Schmidt thi đấu trận chuyên nghiệp đầu tiên trong quãng thời gian cho mượn 1 tháng đến Roasso Kumamoto vào tháng 4 năm 2014. Sau khi chơi trận đầu tiên cho Vegalta ở J. League Cup, anh lại đến Roasso theo dạng cho mượn, lần này là đến hết mùa giải 2015. Anh được cho mượn lần thứ ba năm 2016, lần này là đội bóng Matsumoto Yamaga.. 
Vào ngày 28 tháng 12 năm 2023, Schmidt rời Sint Truident để gia nhập câu lạc bộ đồng hương Bỉ Gent theo một hợp đồng lâu dài, ký hợp đồng có thời hạn đến tháng 6 năm 2027.

## Thống kê câu lạc bộ
Cập nhật đến ngày 1 tháng 7 năm 2019.
| Thành tích câu lạc bộ | Thành tích câu lạc bộ | Thành tích câu lạc bộ | Giải vô địch | Giải vô địch | Cúp                   | Cúp                   | Cúp Liên đoàn | Cúp Liên đoàn | Tổng cộng | Tổng cộng |
| Mùa giải              | Câu lạc bộ            | Giải vô địch          | Số trận      | Bàn thắng    | Số trận               | Bàn thắng             | Số trận       | Bàn thắng     | Số trận   | Bàn thắng |
| Nhật Bản              | Nhật Bản              | Nhật Bản              | Giải vô địch | Giải vô địch | Cúp Hoàng đế Nhật Bản | Cúp Hoàng đế Nhật Bản | J. League Cup | J. League Cup | Tổng cộng | Tổng cộng |
| --------------------- | --------------------- | --------------------- | ------------ | ------------ | --------------------- | --------------------- | ------------- | ------------- | --------- | --------- |
| 2014                  | Vegalta Sendai        | J1 League             | 0            | 0            | –                     | –                     | 0             | 0             | 0         | 0         |
| 2014                  | Roasso Kumamoto       | J2 League             | 4            | 0            | –                     | –                     | –             | –             | 4         | 0         |
| 2015                  | Vegalta Sendai        | J1 League             | 0            | 0            | 0                     | 0                     | 1             | 0             | 1         | 0         |
| 2015                  | Roasso Kumamoto       | J2 League             | 26           | 0            | 2                     | 0                     | –             | –             | 28        | 0         |
| 2016                  | Matsumoto Yamaga      | J2 League             | 41           | 0            | 1                     | 0                     | –             | –             | 42        | 0         |
| 2017                  | Vegalta Sendai        | J1 League             | 20           | 0            | 0                     | 0                     | 4             | 0             | 24        | 0         |
| 2018                  | Vegalta Sendai        | J1 League             | 18           | 0            | 3                     | 0                     | 1             | 0             | 22        | 0         |
| 2019                  | Vegalta Sendai        | J1 League             | 17           | 0            | 0                     | 0                     | 2             | 0             | 19        | 0         |
| Tổng                  | Tổng                  | Tổng                  | 126          | 0            | 6                     | 0                     | 8             | 0             | 140       | 0         |